# Edgar Springs
Edgar Springs è un comune degli Stati Uniti d'America, situato nello Stato del Missouri, nella contea di Phelps.